# 2NE1
2NE1 (на корейски: 투애니원, tuaeniwon или t'uaeniwŏn; произн. „To Anyone“ /tuː 'ænɪwʌn/ или „Twenty-one“ /'twɛntɪ wʌn/) са момичешка южнокорейска група, създадена от агенцията YG Entertainment през 2009 г., активна до 2016 година. Групата се състоеше от членовете Бом, Дара, CL и Минзи. 2NE1 комбинира думите „new evolution of 21 century“ („нова еволюция през 21 век“). През 2024 г. в youtube, YG Entertainment публикуват видео, в което казват, че 2NE1 се завръщат и ще имат световно турне.
2NE1 издават първата си песен „Fire“ на 6 май 2009 г. Клипът към песента е издаден в две версии – „космическа“ и „улична“. „Fire“ става хит и се продава над в 4 милиона копия, а малко по-късно реализираният сингъл „I Don't Care“ пожънва още по-голям успех, като става една от най-популярните песни за групата и един от най-добре продаваните сингли в Южна Корея.
Корейските студийни албуми на бандата са два – реализираният през 2010 г. „To anyone“, който включва хитовете „Can't Nobody“, „It Hurts“, „Follow Me“ и първите соло песни на Бом Пак и Сандара Пак, както и първия дует между лидера на групата Си Ел и Минзи. Вторият дългосвирещ албум, Crush, излиза на 25 януари 2014 г. и бързо синглите достигат голям брой продажби, а „Crush“ се класира на 61 позиция в „Billboard 200“. Албумът е издаден и в японска версия, но песните „Do You Love Me“, „Falling in Love“, „Missing You“ и „I Love You“ изместват някои други от корейската версия.
През 2013 г. записва песента „Gettin' Dumb“ с Уил Ай Ем към албума му „willpower“, а песента им „I Am the Best“ през 2014 г. оглавява „World Digital Song“ на Billboard. Същата година групата гостува в шоуто America's Next Top Model. През 2015 лидера на групата, Си Ел подписва с лейбъла на Скутър Браун, а по албума си работи заедно със Скрилекс, Дипло и Флорънс Енд Дъ Мъшийн.
През 2016 г. Минзи, главният танцьор и най-млад член на групата, напуска 2NE1 и компанията, след като договорът ѝ изтича. Вследствие на напускането на Минзи групата става трио. Няколко месеца по-късно, през ноември групата официално обявява, че няма да съществува повече. Като благодарност към феновете през 2017 групата издава последен сингъл озаглавен „Goodbye“ изпят от Бум, Дара и Си Ел, а клипа е придружен със снимки на първоначалния състав на групата.

## 2009: Дебют и „To Anyone“
Малко преди да дебютира групата участва заедно с Биг Бенг в песента „Lollipop“ за реклама на LG Cyon телефони. Песента е римейк на хита от 1958 г. на дуото „Ronald & Ruby“ и оглавява класацията на „Mnet“ за 4 седмици, без да бъде промотирана.
Първият клип на групата излиза на 6 май, 2009 г. към песента „Fire“ в две версии – „космическа“ и „улична“. Първото им изпълнение и техния официален дебют е по „SBS Inkigayo“ на 17 май. Песента се превръща в хит и оглавява всички корейски класации за музика. Първата си награда Mutizen групата спечелва след четвъртото си изпълнение по „Inkigayo“ на 14 юни, а следваща им награда е на 21 юни. След като групата става изключително популярна и е на първо място в класациите става рекламно лице на марката „Fila“ и заснема първия сезон на шоуто си „2NE1 TV“. Дигитално „Fire“ е продадена над 4 милиона пъти, а видеото към песента им спечелва награда за най-добър видеоклип от наградите МАМА (Mnet Asian Music Awards).
След „Fire“ момичетата пускат втория си сингъл „I Don't Care“, който бързо оглавява музикалните класации и става най-продавания им сингъл (продава се около 4,5 милиона пъти). „I Don't Care“, за разлика от „Fire“, е доста по-нежна и подчертава женската черта на групата. В песента се разказва за изневяра, а камео в клипа прави модела и актьор И Чонг-сок.
Първият им EP излиза на 8 юли и включва „Lollipop“, „Fire“, „I Don't Care“ и още четири песни. Въпреки че през 2009 групата е била все още неутвърдила се, две седмици след излизането на албума групата вече е продала над 86 000 копия.
През същата година Дара и Бум дебютират самостоятелно с песните „Kiss“ и „You and I“, а Си Ел и Минзи реализират песента „Please Don't Go“, но без да заснемат видеоклип към нея. И трите песни са включени към първия дългосвирещ албум на групата.
На 9 февруари 2010 групата пуска дигитално сингъла „Follow Me“ (날 따라해봐요, „Последвай ме“), а малко по-късно служи за реклама на телефона на Самсунг „Corby Folder“. Песента е във водещите класации на Южна Корея за четири седмици, а дигитално сингъла е продаден около 1,7 милиона пъти до края на 2010 г. и общо 2,4 милиона пъти
На 9 септември 2010 г. бандата пуска първия си дългосвирещ албум „To anyone“, който веднага се изкачва на първа позиция в националната класация на Южна Корея, на 27-о място в японската и на 7 в Билборд, а шест от песните влизат в топ 10 в Южна Корея, с което постигат
„all kill“
Албумът съдържа 12 песни, 8 от които излизат като сингли. След „Follow Me“ излизат синглите „Clap Your Hands“ (박수 쳐, „Пляскай“), „Go Away“ („Върви си“) и „Can't Nobody“ („Никой не може“) и It Hurts (Slow) (아파), които им печелят награди от „M Countdown“ и „Music Bank“ веднага след първото им шоу. Общо групата печели 11 награди от музикални шоута. Траклиста на „To anyone“ включва и нова версия на хита им „I Don't care“.

## 2011 – 2013ː Втори мини албум,New EvolutionиI Love You
През 2011 групата навлиза в японския маркет с дебютната песен „Go away“, а малко по-късно излиза и първият им мини албум „Nolza“, но заради трагичното Земетресение в регион Тохоку (2011) групата не промотира. Албума дебютира на 24 позиция в класацията „Орикон“.
След първия си корейски албум и дебюта в Япония групата издава първия си японски албум Collection, а съдържанието на албума включва 4 различни версии. Траклиста включва японските версии на някои от по-рано издадените им сингли, новия им сингъл Scream, придружаван по-късно с видеоклип, и бонус песента Like а Virgin, кавър на американската певица Мадона. Албума продава около 40 000 копия.
Вторият мини албум „2NE1 (2011)“ излиза на 28 юли 2011 г. и включва шест песни, които по-рано са били реализирани дигитално, придружавани с видеоклип. Албумът включва хитовете „Lonely“ „I Am the Best“ и втората солова песен на Пак Бум – Don't cry, която се превръща в тотален хит и оглавява класациите „Bugs“, „Melon“, „Soribada“, „Monkey3“ и „Dosirak“. а през 2014 г. отново влиза в класациите заради скандал, в който е замесена. Медиите уточняват, че „Don't cry“ влиза в класациите като послание от феновете. Малко по-късно албума е издаден в японска версия със заглавието „Nolza“
Сингълът „I Am the Best“, който излиза на 24 юни 2011 г., се продава 3.5 милиона пъти дигитално и става и най-гледаното им видео в YouTube. Успехът на „I Am the Best“ е голям – оглавява всички музикални класации в Южна Корея, а през 2014 г. оглавява „World Digital Songs“ и е пуснат по радиостанциите в САЩ, а компанията Майкрософт я използва за реклама на „Head to Head“ през август същата година.
Първото турне на групата озаглавено „NOLZA“, започва на 26 януари 2011 в Сеул и завършва на 2 октомври в Чиба. Групата изнася концерти в Южна Корея и Япония и на 23 ноември същата година издава първия си албум на живо – „2NE1 1st Live Concert (Nolza!)“.
На 5 юли 2012 групата реализира сингъла „I Love You“. Песента дебютира на второ място в класацията „Гаон“ и следващата седмица достига първо място. За 11 години сингъла е свален над 950 000 пъти.
Второто турне на групата, озаглавено „New Evolution Global Tour“, започва на 28 юли 2012 г. в Южна Корея и завършва на 1 декември същата година, като този път посещава и страни като САЩ, Тайван и Сингапур. Общо групата събира публика от 160 000 души. Също така изнася концерт в Лос Анджелис, като 6680 от 6714 билета са продадени, което ги прави първата кей поп група, наредила се в класацията за печалби от концерти на Билборд.

## 2013 – 2014ː „Falling in Love“, „Do You Love“, „Missig you“, „Crush“ и „All or Nothing“
През 2013 г. групата се завръща с още три сингъла – „Falling in Love“, „Do You Love Me“ и „Missing You“, като и трите песни имат японска версия.
„Falling in Love“ излиза на 8 юли 2013 г., като оглавява множество класации и им печели наградата „MTV Iggy's 2013 Song of the Summer“. „Do You Love Me“ излиза на 7 август същата година, като 2NE1 сами видеото. Песента не достига до първи позиции на класациите, но заема 2-ро в „Billboard K-Pop Hot 100 chart“ и 3-то в класацията „Гаон“.
Последния излязъл сингъл на групата е „Missing You“, който веднага оглавява класациите. Песента е в бавен стил, а критиците оценяват високо голата сцена на Си Ел.
Вторият им албум „Crush“ излиза на корейски на 27 февруари 2014 г., а в Япония – на 25 юни. Първите реализирани песни са „Comeback Home“ и „Happy“. „Comeback Home“ постига „all kill“ успех като дебютира на първо място на повече от 5 класации. „Crush“ се класира на 61 позиция в „Billboard 200“, което го прави най-високо класиралия се албум издаван от корейски артист дотогава. Песните в албума са общо 10. Албумът включва и втората соло песен на Си Ел „MTBD“ („Mental breakdown“).
В края на годината последния реализиран сингъл от „Crush“ „Gotta Be You“ е избран за песен на годината от „MTV Iggy“. Албума е избран от Fuse TV като един от най-добрите албуми на годината, а от Билборд за кей поп албум на годината.
На 5 юли 2012 г. бандата реализира първия си самостоятелен сингъл „I Love You“, като песента веднага се изкачва на първите места в „Melon“, Mnet и Billboard Korea K-Pop Hot 100“. Песента дебютира под номер 3 в класацията за електронна музика на Обединеното кралство и става първата корейска песен пусната по BBC Radio 1. Излиза и японска версия на песента, като CD-то е в две версии – ограничена и нормална.
AON: All Or Nothing World Tour(2014) е заглавието на последното им световно турне, включващо 16 града в 11 страни. Турнето им трае от 1 март до 17 октомври 2014 г. и изнася 5 концерта в Китай, 4 в Япония, 2 в Южна Корея и по един в Тайван, Филипините, Макао, Малайзия, Тайланд, Виетнам и др. Песните, които са включени в турнето, са от албума „Crush“ и никои по-стари песни от предните години.

## 2015 – 2016ː Индивидуални кариери, напускането на Минзи и разпадането на групата
През 2015 всеки от членовете тръгва по различни посоки. Бум, която по-рано през 2014 е замесена в скандал остава скрита от светлината на прожекторите дълго време, Дара се завръща отново към актьорската си кариера за първи път след като напуска Филипините, Си Ел се подготвя за американски дебют работейки със Скрилекс и Скутър Браун, а Минзи отворя собствено студио в „Millennium Dance Academy“
През 2015 най-активна в Южна Корея се оказва Дара, която след 11 години, които посвещава за обучението си и дебюта на групата започва работа върху актьорската си кариера заснемайки няколко уеб сериала сред които е и „We Broke Up“, който става четвъртият най-гледан сериал за 2015 г. с 11 милиона показвания в „Naver“
На 21 ноември 2015 Си Ел пуска денс видеоклип към една от песните, които се предполага, че ще е в американския и албум. Заедно с излизането на „Hello Bitches“ става ясно, че албума ще е озаглавен „Lifted“ и ще излезе през 2016 г.
През 2016 договора между 2NE1 и YG Entertainment изтича. Няколко месеца по-късно официално излиза информация, че Минзи няма да подновява договора си и че ще напусне компанията. Като една от най-известните кей поп групи в света, много фенове остават изненадани от новината гадаейки какво може да е довело до напускането на Минзи, но нито неин представител, нито такъв на компанията посочва официална причина за напускането ѝ. Малко след новините президента на компанията обявява, че 2NE1 ще останат в същия си състав ставайки трио и че групата вероятно ще се завърне лятото.
През ноември 2016 година групата официално обявява разпадането си. Компанията съобщава, че Сандара Пак и Си Ел са подписали нов договор, а Бом е решила да напусне компанията.
В началото на 2017 година, компанията обявява, че Бум, Дара и Си Ел ще издадат последна песен като подарък към феновете си. Сингъла и видеоклипа излизат на 21 януари 2017. Песента е озаглавена „Сбогом“ („안녕“, Annyeong).

## Дискография

### Студийни албуми

#### корейски
- To anyone (2010)
- Crush (2014)

#### японски
- Collection (2012)
- Crush (2014)

### EP

#### корейски
- 2NE1 (2009)
- 2NE1 (2011)

#### японски
- Nolza

## Турнета
- The Party in Philippines (2011)
- NOLZA Tour (2011)
- NOLZA in Japan (2011)
- New Evolution World Tour (2012)
- AON: All Or Nothing World Tour (2014)

### Турнета с YG Family
- YG Family Concert (2010)
- YG Family 15th Anniversary Concert (2011 – 2012)
- YG Family concert (2014)

## Филмография
- 2009-„Стил“
- 2009-„Приятелки“
- 2009-„2NE1 TV“
- 2010-„2NE1 TV“ сезон 2
- 2011-„2NE1 TV Live: Worldwide“ (сезон 3)
- 2014-„Следващия топ модел на Америка“
- 2014-„The Bachelor – Juan Pablo“